# Combinat chimique de Sibérie
Le Combinat chimique de Sibérie (en russe : Сибирский химический комбинат, Sibirski khimitcheski kombinat), en abrégé Sibkhim, mis en service en 1953, est un complexe nucléaire situé à Seversk (anciennement dénommée Tomsk-7) à une dizaine de kilomètres au nord de la ville de Tomsk, comprenant plusieurs réacteurs nucléaires et des installations de séparation isotopique, d'enrichissement et de retraitement de l'uranium et du plutonium et le stockage de centaines de milliers de tonnes de déchets nucléaires. Les armes nucléaires sont produites et stockées sur place. L'usine de Seversk possède la particularité de pouvoir réenrichir l'uranium de retraitement.

## Histoire
En octobre 2009, il est révélé qu'EDF a expédié depuis les années 1990 des centaines de tonnes d'uranium de retraitement dans le complexe nucléaire de Tomsk 7 à Seversk, dans le but de le retraiter, l'enrichir puis le réexpédier en France. Il apparaît également que l'entreprise Urenco a elle aussi expédié environ 27 300 tonnes d'uranium de son usine allemande de Gronau jusqu'à Seversk entre 1996 et 2008.
En 2012, Rosatom débloque un budget de 7,5 milliards de roubles pour mettre en place une nouvelle usine de conversion, dont l'exploitation est prévue en 2016. La nouvelle usine est conçue pour avoir une capacité de 20 000 tonnes d'uranium par an à partir de 2020, y compris 2 000 tonnes d'uranium de retraitement. Les enquêtes publiques sur le projet ont lieu en 2014. En 2015, l'Association nucléaire mondiale annonce que la capacité est abaissée à 12 500 tonnes d'uranium par an.
En mai 2017, Rosatom prévoyait de fabriquer du combustible à base de nitrure d'uranium et de plutonium au Combinat Chimique de Sibérie. En utilisant les matériaux récupérés par retraitement du combustible usé, l'installation pourrait selon Rosatom fabriquer du combustible nucléaire pour le réacteur Brest-300.

## Accidents nucléaires
- 14 juillet 1961 : Un opérateur reçut 2 Gy, sans lésion clinique durable.
- 30 janvier 1963 : 4 personnes se situant à environ 10 mètres du réservoir ont reçu des doses comprises entre 0,06 et 0,17 Gy.
- 2 décembre 1963 : Équivalent de dose maximale de 5 rem.
- 13 décembre 1978 : Un opérateur reçut 2,5 Gy et 20 Gy au niveau des bras et des mains – amputation des bras et dégradation de la vue, 7 autres personnes reçurent des doses comprises entre 0,05 et 0,6 Gy.

En 1991, Science et Vie fait effectuer des mesures aux alentours de Tomsk-7, qui révèlent l'existence d'une grave contamination nucléaire.
Le 6 avril 1993, un grave accident nucléaire se produit, lorsqu'un réservoir contenant un fluide hautement radioactif explose. Le nuage radioactif dégagé par l'explosion de Tomsk passe sur l'Europe du Nord[réf. incomplète].

## Galerie de photos

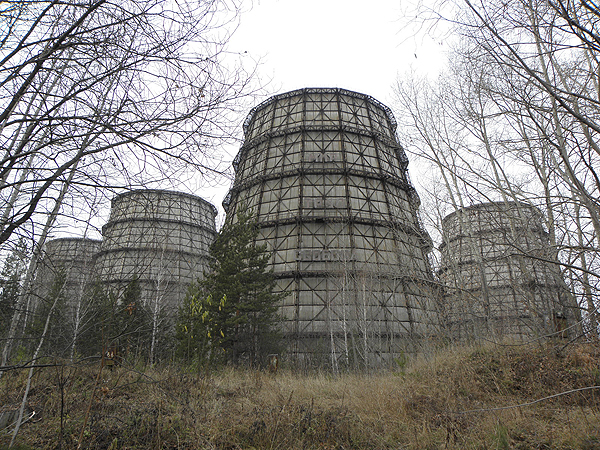
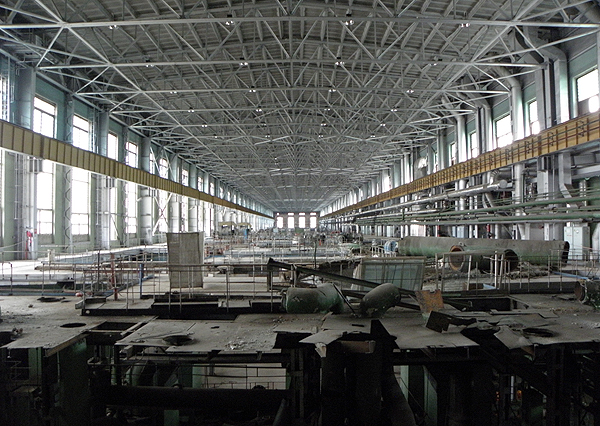
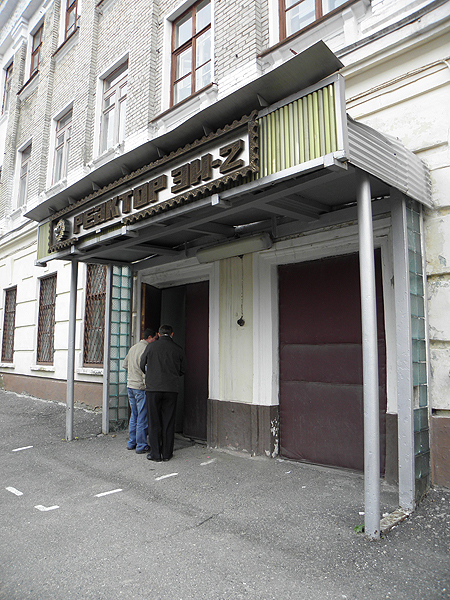
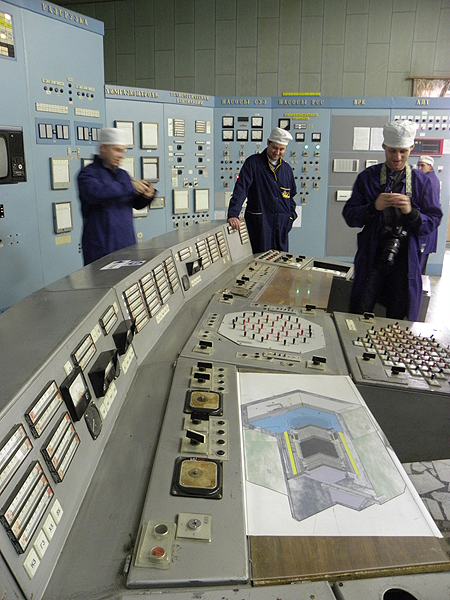
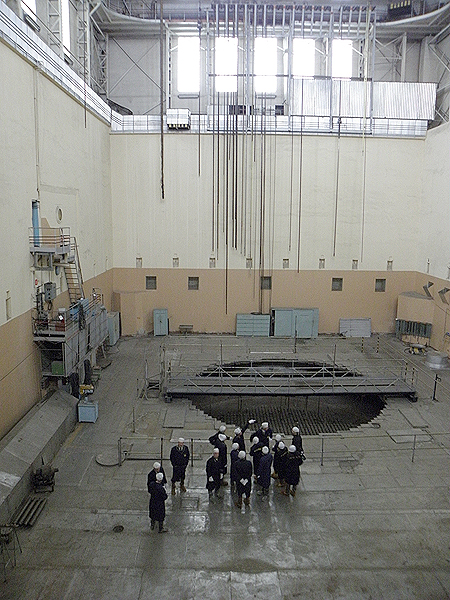
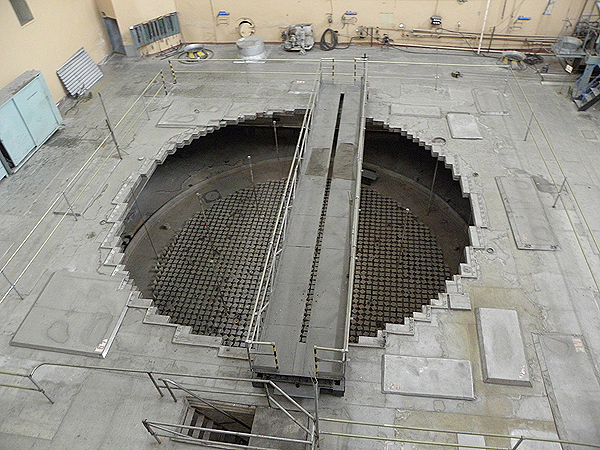
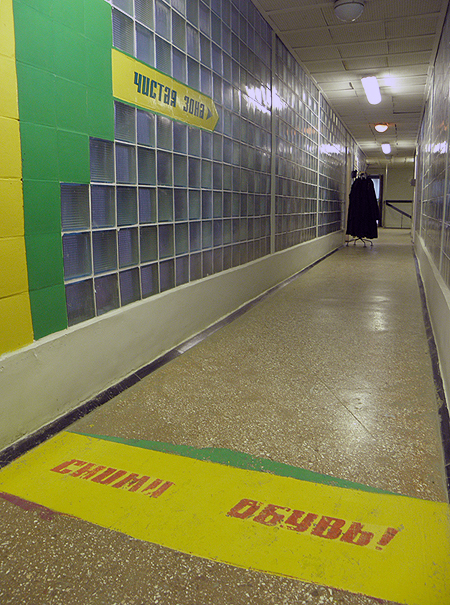
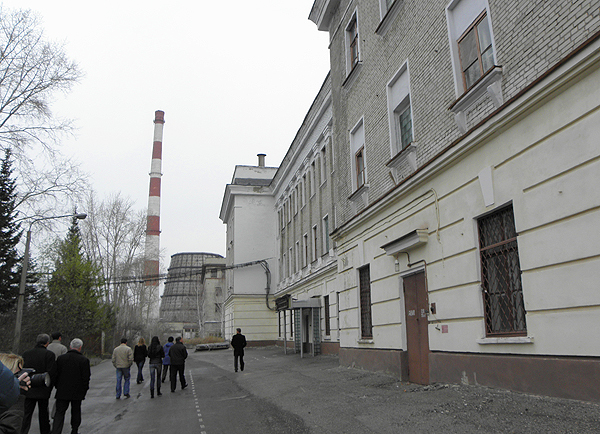
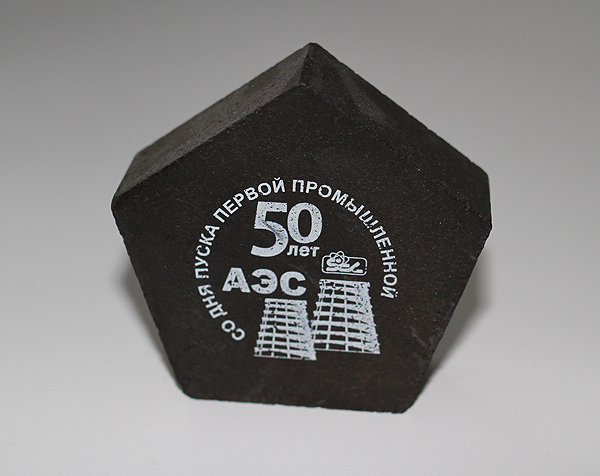
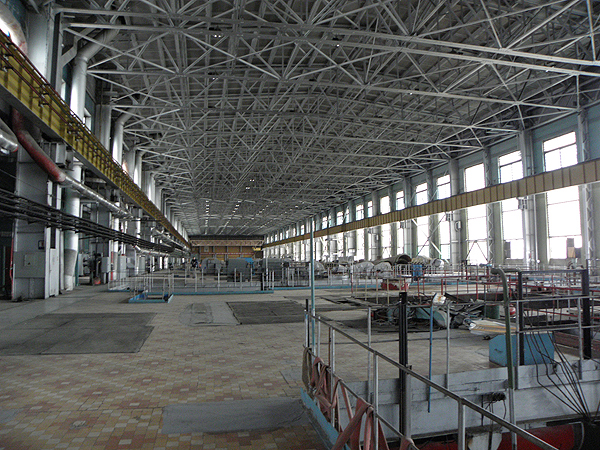